# Triệu Xầm
Triệu Xầm (chữ Hán: 趙岑; bính âm: Zhao Cen) là một nhân vật hư cấu trong tiểu thuyết Tam quốc diễn nghĩa của nhà văn La Quán Trung. Triệu Xầm là một tướng dưới quyền của Đổng Trác và đã được cử tham gia phòng thủ ở Phí Thủy Quan và Hổ Lao Quan để chống lại liên quân Quan Đông do Viên Thiệu lãnh đạo. Sau khi Đổng Trác rời đô từ Lạc Dương đến Trường An và đốt luôn kinh đô Lạc Dương, Triệu Xầm được cử đi đoạn hậu và trấn ở Phí Thủy Quan, nhận thấy tình thế bất lợi khi liên quân Quan Đông đang ùn ùn kéo đến, Triệu Xầm đã dâng ngay Phí Thủy Quan cho Tôn Kiên và Tôn Kiên nhanh chóng từ đây tiến về Lạc Dương và tìm được Ngọc tỷ truyền quốc. Sau một thời gian lưu lạc, Triệu Xầm đầu quân cho Trương Tú.